# Campeonato Cearense 1965
In 1965 werd het 51ste Campeonato Cearense gespeeld voor clubs uit Braziliaanse staat Ceará. De competitie werd georganiseerd door de FCF en werd gespeeld van 9 mei tot 28 november. Er werden twee toernooien gespeeld, omdat Fortaleza beide toernooien won werd er geen finale gespeeld om de titel.

## Eerste toernooi
| Plaats | Club           | Wed. | W  | G | V  | Saldo | Ptn. |
| ------ | -------------- | ---- | -- | - | -- | ----- | ---- |
| 1.     | Fortaleza      | 12   | 10 | 1 | 1  | 21:6  | 21   |
| 2.     | Cearùa         | 12   | 8  | 1 | 3  | 22:15 | 17   |
| 3.     | América        | 12   | 7  | 2 | 3  | 22:9  | 16   |
| 4.     | Ferroviário    | 12   | 5  | 1 | 6  | 26:20 | 11   |
| 5.     | Calouros do Ar | 12   | 3  | 3 | 6  | 13:19 | 9    |
| 6.     | Nacional       | 12   | 3  | 3 | 6  | 15:22 | 9    |
| 7.     | Getinlândia    | 12   | 0  | 1 | 11 | 11:39 | 1    |

|  | Geplaatst voor finale |

## Tweede toernooi
| Plaats | Club           | Wed. | W | G | V | Saldo | Ptn. |
| ------ | -------------- | ---- | - | - | - | ----- | ---- |
| 1.     | Fortaleza      | 10   | 6 | 3 | 1 | 18:11 | 15   |
| 2.     | Ceará          | 10   | 4 | 5 | 1 | 18:10 | 13   |
| 3.     | América        | 10   | 5 | 1 | 4 | 16:11 | 11   |
| 4.     | Calouros do Ar | 10   | 4 | 3 | 3 | 18:18 | 11   |
| 5.     | Nacional       | 10   | 2 | 2 | 6 | 14:18 | 6    |
| 6.     | Ferroviário    | 10   | 1 | 2 | 7 | 8:24  | 4    |

|  | Geplaatst voor finale |

### Kampioen
| Campeonato Cearense de 1965    |
| Ceará                          |
| ------------------------------ |
| FORTALEZA Kampioen (20° titel) |